# Meadow (Taurus)
Meadow (See you again) is een van de twee singles van de Haarlemse muziekgroep Taurus.
De overgangssamenstelling van Taurus mocht na lang oefenen een tweetal nummers opnemen voor Mercury Records. Martin Scheffer (gitaar, zang), Rob Spierenburg (toetsen), D. Bevan (Dennis Plantenga, drums) en Jos Schild (basgitaar) namen Meadow (3:49) op onder leiding van muziekproducent Roy Beltman. Bij uitgave met B-kant Undiscovered bleek dat niemand (meer) op deze oude variant van de progressieve rock zat te wachten, de verkoop kwam niet van de grond. Mercury stelde voor een tweede single op te nemen en eiste dat Taurus hun stijl moest aanpassen; daar zag Taurus dan weer niets in en zodoende bleef dit lange tijd de enige single van de band. De toevoeging See you again werd later de titel van een album van Taurus.
Een jaar later kwam het eerste studioalbum van Taurus uit, niet op een groot label zoals Mercury, maar op Multi Records van muziekproducent Bas Mul.
Pas wanneer Jos Schild een andere Taurus om zich heen heeft verzameld komt er een tweede singele uit: So long Christi-Ann (1985).